# Jules Émile Planchon
Jules Émile Planchon (1823 – 1888) va ser un botànic francès.
Després de rebre el seu doctorat en ciència a la Universitat de Montpellier el 1844, treballà durant un temps al Royal Botanical Gardens de Londres, i durant uns pocs anys va ser professor a Nancy i Gant. El 1853, i fins al final de la seva carrera, va esdevenir cap del departament de botànica de la Universitat de Montpeller.
Planchon va donar nom a Actinidia chinensis, (kiwi fuit).
Planchon va treballar per salvar les vinyes franceses de la plaga Phylloxera vastatrix junt amb Pierre-Marie-Alexis Millardet i Charles Valentine Riley. La solució va ser empeltar la vinya europea amb les vinyes americanes Vitis riparia i Vitis rupestris

## Obres
- Histoire botanique et horticole des plantes dites Azalées de l'Inde, 1854
- Des hermodactes au point de vue botanique et pharmaceutique, 1856
- Mémoire sur la famille des Guttiferes, 1862
- Le Phylloxéra (de 1854 à 1873) résumé pratique et scientifique, 1873
- Les mœurs du Phylloxéra de la vigne: résumé biologique, 1877
- Les vignes américaines: leur culture, leur résistance au phylloxéra et leur avenir en Europe, 1875
  - Works in English:
- "On Meliantheae, a new natural order" proposed and defined by J. E. Planchon, 1848
- "The Eucalyptus globulus from a botanic, economic, and medical point of view, embracing its introduction, culture, and uses" 1875[4]
  - Writings about Jules Planchon:
- "The Botanist and the Vintner; How Wine Was Saved for the World", by Christy Campbell